# Natronloog
Natronloog is de benaming voor de waterige oplossing van natriumhydroxide (NaOH). Het staat ook bekend onder de handelsnaam kaligene. De oplossing is zeer basisch en corrosief.

## Synthese
Natronloog is een nevenproduct van de chloorindustrie. Chloorgas wordt bereid door de elektrolyse van een waterige oplossing van natriumchloride. Aan de kathode worden de natriumionen gereduceerd tot natrium, dat vrijwel onmiddellijk met water reageert tot natriumhydroxide:
{\displaystyle {\ce {Na^+ + e^- -> Na}}}
{\displaystyle {\ce {2 Na + 2 H2O -> 2 NaOH + H2}}}
Aan de anode wordt chloorgas gevormd, dat weggeleid wordt:
{\displaystyle {\ce {2 Cl^- -> Cl2 + 2 e^-}}}
Aangezien de behoefte aan chloorgas aanzienlijk groter is dan de vraag naar natronloog, wordt het natronloog vaak deels geloosd. Dit levert in verdunde toestand als regel geen milieuschade op.
Natronloog kan ook gevormd worden door natriumoxide te laten reageren met water:
{\displaystyle {\ce {Na2O + H2O -> 2 NaOH}}}

## Eigenschappen
In water dissocieert natriumhydroxide in Na+- en OH−-ionen:
{\displaystyle {\ce {NaOH -> Na^+ + OH^-}}}
Aangezien natriumhydroxide een sterkere base is dan water, is deze dissociatiereactie aflopend. Het oplosproces zelf is exotherm: de oplosenthalpie bij 25 °C bedraagt −44,51 kJ/mol.

## Toepassingen
Natronloog wordt onder meer gebruikt voor de verzeping van vetten, bij reiniging en ontstopping. Verder is het een veelgebruikt middel om de pH in te stellen.
Het bereiden van natronloog met een bekende concentratie vereist dat men de oplossing stelt op een standaard. Men kan uitgaan van vast natriumhydroxide, maar omdat deze stof sterk hygroscopisch is, is het niet mogelijk op voorhand de concentratie van een oplossing gravimetrisch te bepalen. Een afgewogen hoeveelheid vast natriumhydroxide zal altijd een onbekende hoeveelheid vocht bevatten. Er wordt daarom vaker uitgegaan van een 50% waterige oplossing. Ook verdunningen daarvan moeten worden gesteld, omdat zulke oplossingen ook — zij het in mindere mate — vocht aantrekken. Daarnaast lost koolstofdioxide uit de lucht ook makkelijk op in natronloog. Er wordt dan een oplossing van natriumcarbonaat gevormd.
Het stellen gebeurt vaak door titratie tegen kaliumwaterstofftalaat, omdat dit een vast zuur is waarvan de massa goed gravimetrisch te bepalen is. Ook oxaalzuur wordt als zodanig als oertiterstof gebruikt.

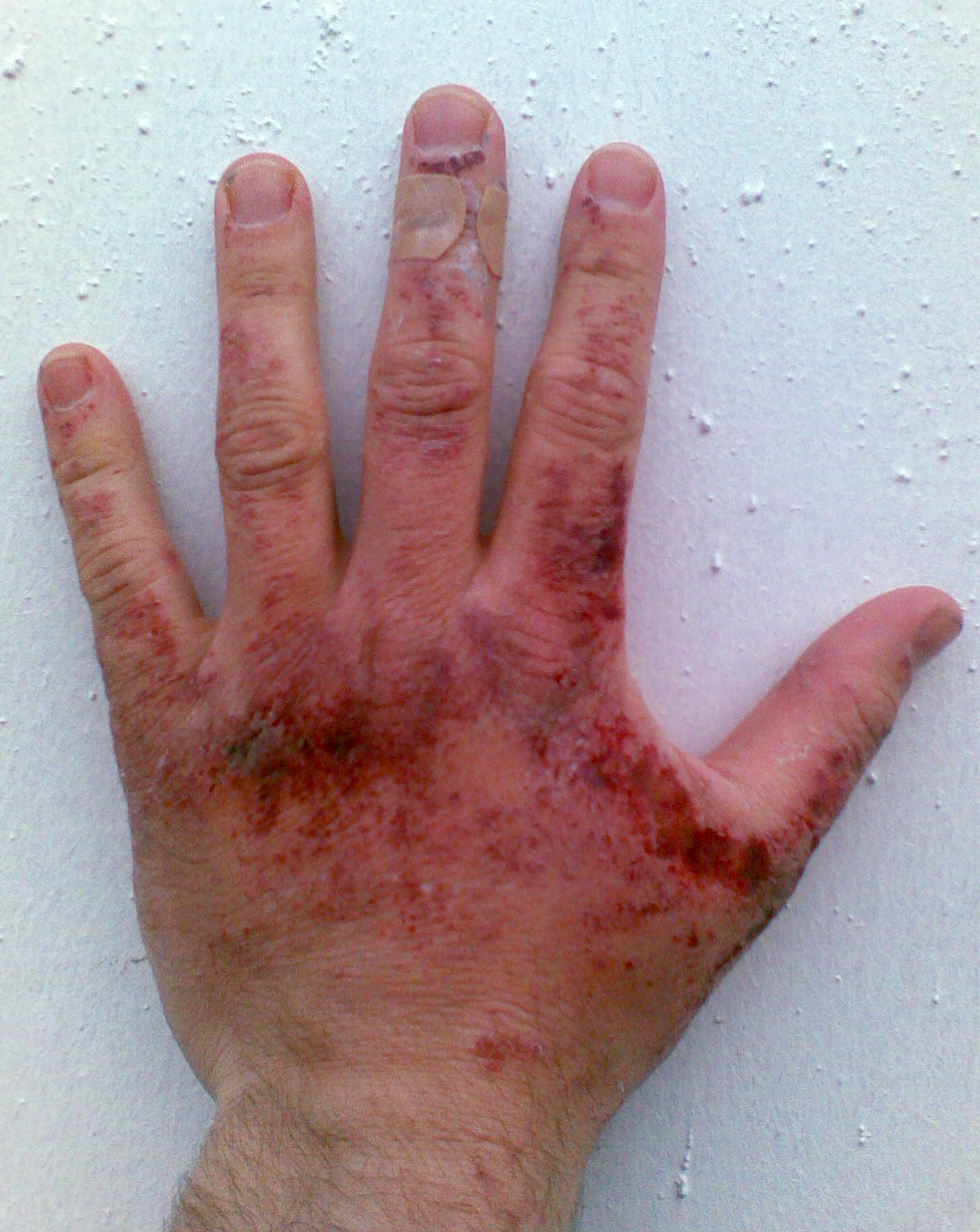
Brandwonden aan de linkerhand ten gevolge van contact met natronloog.

## Toxicologie en veiligheid
Natronloog is sterk corrosief voor de huid en de ogen. Contact met de huid leidt tot weefselbeschadiging, roodheid, jeuk en ernstige brandwonden. De schadelijkheid is terug te voeren op het feit dat natriumhydroxide de in de huid aanwezige vetten verzeept. Ook de peptidebindingen in proteïnen worden gehydrolyseerd. Contact met de ogen kan leiden tot gezichtsvermindering en blindheid. Natronloog wordt als corrosief bestempeld wanneer de concentratie meer dan 2% bedraagt. Bevindt zich natronloog op de huid of in de ogen dan dient alleen gespoeld te worden met water en mag er dus niet gewreven worden. Zuur neutraliseert natronloog maar in deze exotherme reactie komt juist veel warmte vrij wat dan dus juist voorkomen moet worden.
Om die zelfde reden moeten voorzorgsmaatregelen genomen worden zodat natronloog niet met zuur in contact komt.